# 連絡機

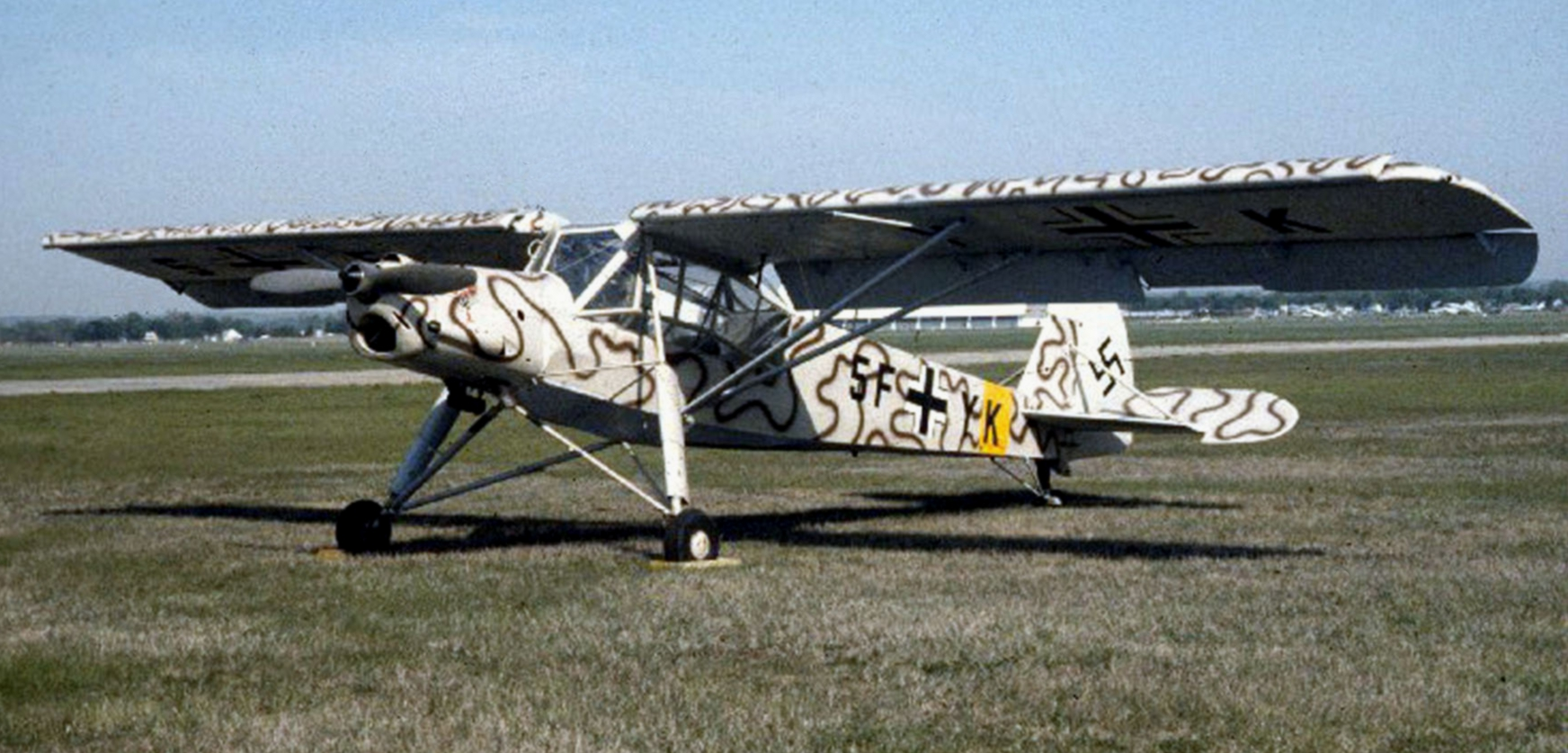
Fi156 シュトルヒ

連絡機（れんらくき、Liaison Aircraft）とは部隊、司令部、その他の軍事施設相互、ないし軍事施設と非軍事施設との間で、要員の移動や少量の物資運搬に任ずる航空機のこと。また、文民機関であるNASAでも、宇宙飛行士の基地・施設間の移動にT-38 等を連絡機として用いている。
Liaison（リエゾン）とは連絡、連携などを意味するフランス語から来ており、軍事用語では「連絡将校 Liaison Officer」などがある。特異な例としては、アメリカ軍が世界中に基地・駐屯地を展開している事から、民間の旅客機・貨物機をチャーターして航空基地間で定期運航させている（パトリオット・エクスプレス。ただし、ここで用いられる航空機は輸送機規模の民間機であり、一般的には連絡機の範疇には入らない）。
連絡任務に特に必要となる特殊装備は無いため、連絡任務に当たる機体には小は軽飛行機から、大は輸送機として分類されるべきものまで含まれる。旧式の多座機（練習機など）が使われることも多い。軽飛行機タイプの連絡機では武装できる機体もあり、これらはCOIN機や前線航空管制機として用いられる他、シュトルヒによるグラン・サッソ襲撃やライサンダーによる工作員運搬など特殊作戦に用いられる事もある。
第二次世界大戦終結以前は、前線や航空基地以外との連絡任務に当たる場合にはSTOL性能が必須となるため、高揚力装置などに特徴的な装備を持った機体が存在したが、その任務は現在ではヘリコプターに取って代わられている（ベル206など）。
今日、練習機等の他機種の流用でなく「連絡機」として分類されるのは、その高速性、一定数以上の乗客が搭乗可能などの理由からいわゆるビジネス機であることが多い。同一機から救難機、飛行点検などを任務とするタイプが派生することも多く、その場合は全体を包括して「汎用機」「雑用機」と称されることもある。

## 主な連絡機

### 第二次世界大戦終戦まで
大日本帝国
- 立川 九八式直接協同偵察機
- 三菱重工業 三菱 九九式軍偵察機
- 国際航空 三式指揮連絡機

 ドイツ国
- メッサーシュミット Bf108 タイフン
- フィーゼラー Fi156 シュトルヒ

 アメリカ合衆国
- スチンソン/バルティ L-1 ヴィジラント
- テイラークラフト L-2 グラスホッパー
- エアロンカ L-3 グラスホッパー
- パイパー L-4/O-59 グラスホッパー
- スチンソン L-5/O-62 センチネル

 イギリス
- ブリティッシュ・テイラークラフト オースター
- ウェストランド ライサンダー

### 第二次世界大戦後
日本
- 富士重工業 LM-1 / LM-2
- 三菱重工業 LR-1
- グラマンS2F-C
- グラマンUF-2
- ビーチ B-65
- ビーチ LR-2
- ビーチ LC-90
- 川崎重工業 T-4

 アメリカ合衆国
- ノースアメリカン / ライアン L-17 ナヴィオン
- セスナ L-19 / O-1 バードドッグ[注釈 1]
- ビーチ UC-12 ヒューロン
- セスナ O-2/337[注釈 2]
- ノースロップT-38 タロン[注釈 3]

 ソビエト連邦/ ロシア
- アントノフ An-2[注釈 4]